# Магнітогідростатична сепарація

Магнітогідростатична (МГС) сепарація — процес розділення мінералів в парамагнітній рідині в неоднорідному магнітному полі.

## Опис
На відміну від МГД-сепарації в даному випадку електричне поле в рідині не створюється. Як парамагнітні рідини (ПМР) використовуються розчини парамагнітних солей заліза, мангану (марганцю), нікелю і кобальту (FeCl3; FeCl2•4H2O; FeSO4•7H2O; FeBr2; MnCl2•4H2O; Mn(NO3)2; NiBr2; NiSO4; CoBr2; CoSO4), а також рідкісноземельних елементів (GdBr3; EuBr3; DyBr3; ErBr3; TbBr3; HoBr3). Магнітні властивості парамагнітних розчинів і їх густина залежать від концентрації розчиненого у воді парамагнетика.
При МГС-сепарації розділення матеріалу здійснюється в шарі парамагнітної рідини, яка обважена до необхідної густини і «висить» між полюсами магніту. Полюсні наконечники для створення в МГС-сепараторі неоднорідного магнітного поля мають гіперболічну форму. Вихідний матеріал завантажується на поверхню парамагнітної рідини, яка пропускає важкі частинки і затримує легкі. Таким чином, МГС-сепаратор (рис.) є своєрідним гравітаційним ситом. Невеликий ґрадієнт поля в горизонтальному напрямку або нахил апарата під кутом 1–2º забезпечує транспорт легких частинок.
При ферогідростатичній (ФГС) сепарації розділення мінералів здійснюється за тими ж ознаками, що й при МГС-сепарації, але як розділове середовище використовується не розчин парамагнітної рідини, а феромагнітна рідина.